# Softdrug
Softdrugs (ook wel: lichte narcotica of lichte bedwelmingsmiddelen) zijn drugs waarvan sommige overheden, zoals de Nederlandse, vinden dat ze een toelaatbaar risico meebrengen. De middelen staan genoemd op lijst II van de Nederlandse Opiumwet. Juridisch gezien is het bezit en vervaardigen van deze middelen strafbaar. In de praktijk wordt het in bezit hebben van deze drugs in kleine hoeveelheden niet vervolgd.
In de volksmond wordt met softdrugs meestal marihuana (of wiet) en hasj bedoeld. Officieel vallen ook veel benzodiazepinen en andere slaapverwekkende en kalmerende middelen hieronder, alsmede een groot aantal hallucinogene paddenstoelen (paddo's).

## Gedoogbeleid
Het wettelijk onderscheid tussen hard- en softdrugs is in Nederland geïntroduceerd. Inmiddels hebben enkele andere Europese landen, waaronder België, Zwitserland en Spanje, deze indeling deels overgenomen. Het onderscheid komt tot uiting in de strafmaat voor strafbare feiten bij de verschillende soorten drugs en de prioriteitenstelling bij de opsporing ervan.

## Gemeentelijk beleid
In Nederland is de gedoogde verkoop van marihuana voorbehouden aan 593 (2014) erkende coffeeshops in 101 gemeenten; de teelt valt echter buiten het gedoogbeleid en is vrijwel altijd wél strafbaar. De trend is dat politie en justitie steeds actiever en telkens met zwaardere middelen de teler vervolgt. De detaillist blijft door dit beleid veelal buiten schot. Deze inconsequentie in het drugsbeleid wordt in de media vaak aangeduid met het zogenaamde 'voordeur-achterdeur-beleid'.
Het coffeeshopbeleid verschilt per gemeente. Gemeenten kunnen kiezen voor de 'nuloptie'. Weinig gemeenten staan de opening van nieuwe coffeeshops of uitbreiding van het aantal toe. Het aantal gemeenten dat een coffeeshop gedoogt is 105. Dit is 24% van het totaal gemeenten. In nog 4 gemeenten is er nog ruimte voor exploitatie van een coffeeshop. 69% van alle gemeenten voert een nulbeleid: er is geen coffeeshop gewenst binnen de gemeentegrenzen. 23% voert een maximumbeleid en staat geen uitbreiding toe.
Door de ontbrekende marktwerking is er sprake van een oligopolie en in veel gemeenten lijkt het geleidelijk te leiden tot een monopolie voor gevestigde coffeeshophouders.

## Legalisering
Op 6 december 2012 legaliseerde de Amerikaanse staat Washington als eerste staat het gebruik van marihuana. Het in bezit hebben van de softdrug voor eigen gebruik is vanaf die dag niet meer strafbaar. De staat gaat hiermee een stap verder dan Nederland waar officieel het in bezit hebben nog wel strafbaar is.

## Strafbaarheid
In veel landen, met name buiten Europa, wordt er geen onderscheid gemaakt tussen hard- en softdrugs, noch in handel in verdovende middelen of eigen gebruik. In de meeste landen staan er hoge straffen op het bezit van drugs. In enkele landen (zoals Singapore) kan er zelfs de doodstraf voor worden gegeven.